# Habitatge al carrer Sant Esteve (Bordils)
L'Habitatge al carrer Sant Esteve és una obra de Bordils (Gironès) inclosa a l'Inventari del Patrimoni Arquitectònic de Catalunya.

## Descripció
És un edifici cantoner de planta baixa i dos pisos i golfes, afegides recentment, amb coberta de teula àrab. Les obertures del carrer de Sant Esteve estan emmarcades per carreus bisellats i llinda de pedra. La façana és arrebossada i pintada al damunt, deixant a la vista els carreus de la part inferior de la cantonada.

## Història
A la planta baixa del carrer de St. Esteve hi havia hagut la porta principal, que ara es troba lleugerament enterrada per l'actual nivell del carrer i transformada en finestra. A la llinda d'aquesta obertura, així com en la finestra del segon pis, es pot veure inscrita la data de 1649. Són lamentables els baixants de fibrociment que recorren la façana.